# 87e parallèle sud
Pour les articles homonymes, voir 87e parallèle.
En géographie, le 87e parallèle sud est le parallèle joignant les points de la surface de la Terre dont la latitude est égale à 87° sud.

## Géographie

### Dimensions
Dans le système géodésique WGS 84, au niveau de 87° de latitude sud, un degré de longitude équivaut à 5,846 km ; la longueur totale du parallèle est donc de 2 105 km, soit environ 5,5 % de celle de l'équateur. Il en est distant de 9 667 km et du pôle Sud de 335 km,.

### Régions traversées
Le 87e parallèle sud passe intégralement au-dessus du continent Antarctique.